# 용인백현중학교
용인백현중학교(龍仁栢峴中學校)는 대한민국 경기도 용인시 기흥구 동백동에 있는 공립 중학교이다.

## 학교 연혁
- 2005년 12월 27일 : 용인백현중학교 설립인가 (30학급)
- 2006년 3월 1일 : 초대 모종진 교장 취임
- 2006년 3월 2일 : 개교 및 입학식 (3학급 편성)
- 2006년 6월 1일 : 개교 기념식
- 2007년 2월 12일 : 제1회 졸업식 (65명)
- 2007년 10월 22일 : 글벗 나래실(도서관) 및 제2과학실 개관
- 2008년 11월 20일 : 어학실 개관식
- 2012년 2월 13일 : 교육과학기술부지정 자율형 창의경영학교
- 2014년 3월 3일 : 혁신학교 클러스터 참여교
- 2015년 3월 2일 : 자유학기제 운영교
- 2023년 3월 1일 : 제5대 양진옥 교장 취임
- 2024년 1월 5일 : 제18회 졸업(259명, 총 4,930명)

## 참고 자료
- 용인백현중학교 - 한국교육학술정보원 학교알리미